# Sant'Agostino (Piero della Francesca)
Sant'Agostino è un dipinto, tecnica mista su tavola (133x60 cm), di Piero della Francesca, databile al 1454-1469 e conservato nel Museo nazionale d'arte antica di Lisbona. Si tratta del primo pannello da sinistra dello smembrato e parzialmente disperso Polittico di Sant'Agostino, originariamente dipinto per la vecchia chiesa agostiniana di Sansepolcro, oggi Santa Chiara.

## Storia
Del polittico si conosce la data del contratto, 4 ottobre 1454, e quella dell'ultimo pagamento, 14 novembre 1469.
Spostato probabilmente col trasferimento degli Agostiniani, dovette finire in una posizione secondaria, per essere poi smembrato. Verso la fine del XIX secolo comparve sul mercato antiquario. Il pannello di Sant'Agostino venne acquistato a Parigi dal collezionista Henry Burnay nel periodo 1880-1890.

## Descrizione e stile
Il pannello è uno dei più ricchi del polittico, con il santo-vescovo abbigliato da una pianeta e una mitria decorate da figure di santi e scene della vita di Gesù, create con straordinaria precisione. La mitria è decorata da un Redentore ed alcuni santi a mezza figura; il mantello ha due coppie di santi nei riquadri vicino al collo (si riconoscono San Giovanni Evangelista, San Giuliano e San Giovanni Battista) a cui seguono:
- Annunciazione
- Natività
- Fuga in Egitto
- Presentazione al Tempio
- Orazione nell'orto
- Flagellazione
- Croficissione
- Scena all'aperto con figura vestita di rosso (Deposizione?) nell'ultimo lembo visibile a destra.

Sulla chiusura si trova infine un Cristo risorto.
La decorazione delle vesti di alcuni santi-vescovi con scenette religiose è documentato anche in altre opere d'arte (come il Polittico Quaratesi di Gentile da Fabriano, o il San Ludovico di Piero stesso), ma probabilmente prendeva spunto da esempi tessili reali di grande pregio. Sotto il prezioso mantello il santo indossa la veste nera agostiniana.
Straordinaria è la resa materica dei vari dettagli, derivata dalla conoscenza dell'arte fiamminga: dalla pesante stoffa damascata della pianeta, alla trasparenza vitrea del bastone episcopale in cristallo di rocca, dalla seta dei guanti, al brillare dei gioielli. Il volto del santo è ritratto con notevole individualità, che fa presupporre uno studio dal vero di un modello: il volto mostra i segni dell'età, ma è fermo e con uno sguardo inteso; la barba e i capelli irsuti sono trattati con estrema cura, con variazioni di tono che restituiscono un lustro quasi argenteo.
La figura del santo è caratterizzata da una forte plasticità, sottolineata dall'ampia veste, e da un uso di luce chiara e limpida che intride i colori e schiarisce le ombre. Tipico di Piero è poi l'atteggiamento solenne e composto, improntato a un solido equilibrio geometrico.
Lo spazio pittorico è costruito con estrema semplicità: su una base color terra che in altri pannelli assomiglia più a un marmo screziato, si imposta una balaustra marmorea, oltre la quale si vede un cielo azzurrino. L'uso di uno sfondo celeste, invece del tradizionale fondo oro, è segno di modernità, come anche la balaustra con decorazioni classicheggianti quali il fregio a palmette, le paraste corinzie e i dentelli.